# Cynthia Weil
Cynthia Weil (Nueva York, Estados Unidos, 18 de octubre de 1940-Beverly Hills, Estados Unidos, 1 de junio de 2023) fue una compositora estadounidense que desarrollo su carrera musical junto a su esposo y pareja profesional Barry Mann.

## Biografía
Weil nació en Nueva York, en el seno de una familia conservadora judía. Su padre, Morris Weil, era propietario de una tienda de muebles e hijo de inmigrantes judíos lituanos. Su madre, Dorothy Méndez, era de origen sefardí.  Weil se preparó para ser actriz y bailarina, pero pronto descubrió su habilidad para escribir canciones que la llevó a colaborar con Barry Mann, con quien contrajo matrimonio en agosto de 1961. La pareja tuvo una hija, Jenn Mann. Weil, que trabajó en el afamado Edificio Brill de Manhattan durante los años 60, se convirtió en una de las más importantes escritoras durante el auge del rock and roll.
Junto a su marido crearon canciones para multitud de artistas contemporáneos, recibiendo varios Grammys y nominaciones a los Premios Oscar, por sus composiciones para películas. En su biografía del Salón de la Fama del Rock and Roll puede leerse: "Mann y Weil... compusieron desde baladas ("On Broadway," “You've Lost That Lovin' Feelin'") hasta temas roqueros ("Kicks," “We've Gotta Get Out of This Place") poniendo siempre especial énfasis en el mensaje de sus letras. Con Weil poniendo las palabras y Mann la música, crearon canciones que abordaban temas tan serios como las divisiones raciales y económicas ("Uptown") o las dificultades de la vida en las grandes ciudades ("On Broadway"...). "Only in America" abordó la segregación y el racismo, haciéndolo demasiado polémico para The Drifters, que era la banda que tenía previsto interpretarlo. "We Gotta Get Out of This Place" se convirtió en un himno antibelicista contra de la Guerra de Vietnam."
En 1987, fue incluida junto a su marido en el Salón de la Fama de los Compositores. En 2004, el musical They Wrote That?, basado en sus canciones, fue estrenado en Nueva York.
Weil y Mann recibieron en 2010 el galardón Ahmet Ertegun que otorga el Salón de la Fama del Rock and Roll. En la ceremonia, celebrada en el Waldorf-Astoria, presentada por el compositor Carole King, se homenajeó, además de a Mann y Weil, a otros compositores que desarrollaron su carrera en los años 50 y 60 como Ellie Greenwich y Jeff Barry, Otis Blackwell, Mort Shuman y Jesse Stone. Eric Burdon de the Animals y Ronnie Spector de the Ronettes actuaron durante la ceremonia. En 2011 Mann y Weil recibieron el galardón Johnny Mercer, el máximo que otorga el Salón de la Fama de los Compositores.
En 2015, Weil publicó su primera novela, I'm Glad I Did It.

## Canciones escritas por Barry Mann and Cynthia Weil
- "A World of Our Own" – Closing theme song from Return to the Blue Lagoon – Surface
- "Black Butterfly" – Deniece Williams
- "Blame It on the Bossa Nova" – Eydie Gormé
- "Bless You" – Tony Orlando
- "Christmas Vacation"
- "Don't Know Much" – Aaron Neville & Linda Ronstadt ( más tarde también Bill Medley y Bette Midler)
- "He's Sure the Boy I Love" – The Crystals
- "Heart" – Kenny Chandler
- "Here You Come Again" – Dolly Parton
- "How Can I Tell Her It's Over" – Andy Williams
- "Hungry" – Paul Revere & The Raiders
- "I Just Can't Help Believing" – B. J. Thomas, Elvis Presley
- "I'm Gonna Be Strong" – Gene Pitney, Cyndi Lauper
- "I Will Come to You" – Hanson
- "It's Not Easy," The Will-O-Bees
- "Just a Little Lovin' (Early in the Morning)" – Dusty Springfield, Carmen McRae, Barbra Streisand, Billy Eckstine, Bobby Vinton
- "Just Once" – James Ingram con Quincy Jones
- "Kicks" – Paul Revere & The Raiders
- "Let Me In" (Rick Derringer/Cynthia Weil) – Derringer
- "Looking Through the Eyes of Love" – Gene Pitney, Marlena Shaw, The Partridge Family
- "Love Doesn't Ask Why" – coescrita con Phil Galdston. Grabada por Celine Dion.
- "Love Her" – The Everly Bros, The Walker Bros
- "Love is Only Sleeping" – The Monkees
- "Magic Town" – The Vogues
- "Make Your Own Kind of Music" – "Mama" Cass Elliot
- "Never Gonna Let You Go" – Sérgio Mendes y Dionne Warwick
- "None of Us Are Free" (Mann, Weil, Brenda Russell) – Ray Charles, Lynyrd Skynyrd, Solomon Burke
- "On Broadway" – The Drifters y más tarde George Benson, Neil Young
- "Only in America" – Jay and the Americans
- "Remember" – para la película Troy, Josh Groban
- "Running with the Night" (Lionel Richie & Cynthia Weil) – Lionel Richie
- "Saturday Night at The Movies" (The Drifters)
- "Shades of Gray" – The Monkees
- "Shape of Things to Come" – Max Frost and the Troopers
- "Somewhere Out There" – Linda Ronstadt y James Ingram (escrita con James Horner para la película An American Tail).
- "Sweet Survivor" - Peter, Paul and Mary - escrita con Peter Yarrow para el LP "Reunion", 1978.
- "Uptown" – The Crystals, Bette Midler
- "Walking in the Rain" – The Ronettes, The Walker Bros
- "We Gotta Get out of This Place" – The Animals
- "Where Have You Been (All My Life)" – Arthur Alexander, Gene Vincent, Gerry and the Pacemakers, The Beatles ,[8] Roy Clark.
- "(You're My) Soul and Inspiration" – The Righteous Brothers, Donny & Marie Osmond
- "You've Lost That Lovin' Feelin'" coescrita con Phil Spector – The Righteous Brothers, Dionne Warwick, Hall & Oates, Roberta Flack-Donny Hathaway. Elvis Presley

## Premios y nominaciones
Premios Óscar
| Año  | Categoría              | Canción               | Película         | Resultado |
| ---- | ---------------------- | --------------------- | ---------------- | --------- |
| 1987 | Mejor canción original | «Somewhere Out There» | An American Tail | Nominado  |